# Томазина
Томазина (порт. Tomazina) — муниципалитет в Бразилии, входит в штат Парана. Составная часть мезорегиона Север Пиунейру-Паранаэнси. Входит в экономико-статистический микрорегион Венсеслау-Брас. Население составляет 8467 человек на 2006 год. Занимает площадь 591,436 км². Плотность населения — 14,3 чел./км².
Праздник города — 12 марта.

## История
Город основан в 1913 году.

## Статистика
- Валовой внутренний продукт на 2003 год составляет 51 813 440,00 реалов (данные: Бразильский институт географии и статистики).
- Валовой внутренний продукт на душу населения на 2003 год составляет 5670,11 реалов (данные: Бразильский институт географии и статистики).
- Индекс развития человеческого потенциала на 2000 год составляет 0,716 (данные: Программа развития ООН).

## География
Климат местности: субтропический. В соответствии с классификацией Кёппена, климат относится к категории Cfa.